# Эльберт, Лев Гилярович
Лев Гилярович Эльберт (Эльберейн) (1898—1946) — деятель советских спецслужб, дипломат и разведчик.

## Биография
Родился в Харькове в семье приказчика мануфактурного магазина. Окончил гимназию в Москве, затем учился в Варшавском университете (эвакуированном в Ростов-на-Дону). С 1917 служил в студенческом батальоне, работал в Екатеринбурге и Перми в советах и союзах молодежи. В РКП(б) с 1918, с того же года в РККА, воевал на Западном фронте. Вскоре возглавил уголовный розыск в Минске, был помощником губернского военного комиссара Гродненской губернии, с февраля 1919 член коллегии Минской губернской ЧК, начальник особого отдела ЧК Литовско-Белорусской ССР (работал под псевдонимом «Чертов»). С июня 1919 после тяжёлого ранения, полученного при обыске костёла, переходит на работу заведующим информационного отдела на агитационном пароходе «Красная звезда», снова воевал на Восточном фронте, был начальником политического отдела Екатеринбургского губернского военкомата. Затем работал в ЦК профсоюза транспортников и политпросвете. Дружил с В. В. Маяковским. С 1921 заместитель и исполняющий обязанности начальника информационного отдела ВЧК. С 1921 по 1922 особоуполномоченный ИНО ВЧК, работал под дипломатическим прикрытием в Риге и Стамбуле, где был арестован французскими оккупационными властями. С 1922 по 1923 сотрудник Главлита и Всероссийской сельскохозяйственной выставки. С 1923 по 1924 на подпольной работе в «некоторых странах средиземноморского побережья» (из автобиографии). С февраля по май 1926 пребывал в качестве резидента ИНО под дипломатическим прикрытием в Греции, Швеции — там в 1927 находился под именем корреспондента ТАСС Юрашевского, работал также в Норвегии, Подмандатной Палестине (под псевдонимом «Геллер»), Польше (под псевдонимом «Орлов»), выезжал в командировки в Париж. С января 1930 начальник 1-го отделения (нелегальная разведка) ИНО ОГПУ. С 1931 работал заведующим информационным отделом в Моссовете, заведующим иностранным отделом в исполнительном комитете Красного Креста, консультантом президиума Моссовета, затем в «Союзкино» и ТАСС. Умер в Восточной Германии во время служебной командировки.